# Inga tenuicalyx
Inga tenuicalyx é uma espécie vegetal da família Fabaceae.
Apenas pode ser encontrada no Peru.